# Sven Lodziewski
Sven Lodziewski (Lipsia, 17 marzo 1965) è un ex nuotatore tedesco.
Specializzato nello stile libero ha vinto la medaglia d'argento nella staffetta 4x200 m sl alle Olimpiadi di Seoul 1988.

## Palmarès
- Olimpiadi

Seoul 1988: argento nella 4x200m sl.
- Mondiali

Guayaquil 1982: bronzo nei 400m sl.
Madrid 1986: oro nella 4x200m sl, argento nei 200m sl e bronzo nella 4x100m sl.
Fukuoka 2001: bronzo nella 4x100m sl.
- Europei

Roma 1983: argento nella 4x200m sl e bronzo nella 4x100m sl.
Sofia 1985 argento nei 200m sl, nei 400m sl e nella 4x200m sl.
Strasburgo 1987: oro nei 100m sl e nella 4x100m sl, argento nella 4x200m sl e bronzo nella 4x100m misti.